# Only Trust Your Heart
Only Trust Your Heart es el segundo álbum de la pianista y cantante de Jazz canadiense Diana Krall editado en 1995.

## Listado de canciones
1. "Is You Is or Is You Ain't My Baby?" (Bill Austin, Louis Jordan) – 4:57
2. "Only Trust Your Heart" (Sammy Cahn, Benny Carter) – 5:19
3. "I Love Being Here With You" (Peggy Lee, William Schluger) – 3:40
4. "Broadway" (Billy Bird, Teddy McRae, Sir Henry Joseph Wood) – 7:27
5. "The Folks Who Live on the Hill" (Oscar Hammerstein II, Jerome Kern) – 4:18
6. "I've Got the World on a String" (Harold Arlen, Ted Koehler) – 5:20
7. "Squeeze Me" (Duke Ellington, Lee Gaines) – 5:37
8. "All Night Long" (Curtis Lewis) – 6:41
9. "CRS-Craft" [instrumental] ( Ray Brown) – 3:30

## Músicos
- Diana Krall - Piano y voz
- Ray Brown - Bajo
- Christian McBride - Bajo
- Lewis Nash - Percusión
- Stanley Turrentine - Saxofón

- Datos: Q1757101